# Cantonul Puget-Théniers
Cantonul Puget-Théniers este un canton din arondismentul Nice, departamentul Alpes-Maritimes, regiunea Provence-Alpes-Côte d'Azur, Franța.

## Comune
- Ascros
- Auvare
- La Croix-sur-Roudoule
- La Penne
- Puget-Rostang
- Puget-Théniers (reședință)
- Rigaud
- Saint-Antonin
- Saint-Léger